# Danijel Auster
Dani'el Auster (hebrejsky: דניאל אוסטר, žil 7. května 1893 – 15. ledna 1962) byl zprvu jeruzalémským místostarostou a na konci období Britského mandátu starostou, po vzniku Státu Izrael prvním starostou Západního Jeruzaléma. Byl členem parlamentního předstátního sboru Asifat ha-nivcharim za stranu Všeobecní sionisté a jedním ze signatářů izraelské deklarace nezávislosti.
Působil jako advokát. Ve 30. letech byl považován za jednoho z nejvýznamnějších právníků ve městě. Už ve 30. letech 20. století se také stal významným představitelem židovské komunální politiky v Jeruzalémě. V lednu 1935 se stal místostarostou, přičemž starostou se stal muslim Husajn al-Chálidí a dalším místostarostou Jakub Faradž (arabský křesťan). Post starosty zastával v letech 1937–1938, 1944–1945 a pak 1949–1950 (naposledy již v nezávislém státu Izrael).
Působil také na diplomatické frontě. V roce 1947 obhajoval vznik židovského státu a předkládal argumenty proti internacionalizaci Jeruzaléma v rámci plánu na rozdělení Palestiny před Organizací spojených národů. Tato snaha byla ovšem neúspěšná, OSN navrhlo město internacionalizovat. Byl signatářem Deklarace nezávislosti Státu Izrael. Zemřel roku 1962.
Ke konci svého úřadování se městská rada pod Austerovým vedením pustila do obnovy nyní válkou rozděleného města, respektive jeho západní (židovské části) po izraelské válce za nezávislost, rozšířila město a vybudovala nové domy (z velké části pro nové přistěhovalce). Zemřel roku 1962.
Dani'el Auster je strýc spisovatele Paula Austera.